# Carallia longipes
Carallia longipes là một loài thực vật có hoa trong họ Rhizophoraceae. Loài này được Ding Hou mô tả khoa học đầu tiên năm 1960.